# Puchberg am Schneeberg
Puchberg am Schneeberg är en ort och kommun  i Österrike. Den ligger i distriktet Neunkirchen i förbundslandet Niederösterreich, 60 kilometer sydväst om huvudstaden Wien. Från Puchberg går kuggstångsjärnvägen Schneebergbahn upp på berget Schneeberg. Bergsstationen Hochschneeberg ligger 1 796 meter över havet.